# Хайба
Ха́йба (эст. Haiba) — деревня на севере Эстонии, в волости Сауэ уезда Харьюмаа. До административной реформы местных самоуправлений Эстонии 2017 года входила в состав волости Керну (упразднена) и была её административным центром. Старейшина деревни — Виллу Лотамыйз.

## География и описание
Расположена на юго-западе уезда Харьюмаа. На севере и западе деревня граничит с Мынусте, на юге с Кустья, на востоке с Керну. Расстояние до Таллина — 28 км. Высота над уровнем моря — 47 метров.
Климат умеренный. Официальный язык — эстонский. Почтовый индекс — 78402.

## Население
По данным переписи населения 2021 года, в Хайба проживали 358 человек, из них 337 (94,9 %) — эстонцы.
По данным переписи населения 2011 года в деревне проживали 362 человека, из них 326 (90,1 %) — эстонцы.
Численность населения деревни Хайба по данным переписей населения:
| Год  | 1959 | 1970  | 1979 | 1989  | 2000 | 2011  | 2021  |
| ---- | ---- | ----- | ---- | ----- | ---- | ----- | ----- |
| Чел. | 141  | ↘ 118 | ↗266 | ↗ 348 | ↗    | ↗ 362 | ↘ 337 |

## История
Первые упоминания о деревне содержатся в датской поземельной книге 1241 года. Поселение в ней упоминается под названием Howympæ.
В XVII веке в деревне была построена мыза Хайба. Первые упоминания о ней датируются 1672 годом. До XIX усадьба принадлежала владельцам мызы Руйль (Руйла). С 1814 года мыза принадлежала фон Штаалям, с 1861 года — фон Мореншильдам, с 1899 года Игельстрёмам. В 1984 году главное здание мызы было перестроено в учебный центр Хайба. До 2017 года в нём располагалось волостное собрание Керну.
С 1937 года до 1977 года Хайба называлась деревней Нурме (Сауэский сельсовет). В советское время в деревне находился центр совхоза" Хайба".

## Инфраструктура
В деревне находится волостной дом культуры, почтовое отделение и детский сад.
В Хайба расположена животноводческая и растениеводческая компания Ferax Haiba OÜ, которая является одним из крупнейших работодателей в волости.

### Спорт
В Хайба находится спортивный клуб, а также здесь базируется футбольный клуб «Керну Кадакас» (JK Kernu Kadakas) и клуб верховой езды «Керну Ратсу» (Kernu Ratsu).

### Транспорт
Через Хайба проходит дорога Керну—Рийзипере, а граница с деревней Керну проведена по шоссе Виа-Балтика.
Из Хайба в Таллин ходит пригородный рейсовый автобус № 163 и коммерческий автобус № 238. Из Мынусте в Каазику, с остановками в Хайба, Аллика, Руйла и Керну, ходит коммерческий рейсовый автобус № 252.

## Комментарии
1. ↑  Эстонские топонимы, оканчивающиеся на -а, не склоняются (исключение — Нарва)